# Lord-lieutenant du Suffolk
Ceci est une liste de personnes qui ont servi lord-lieutenant du Suffolk. Depuis 1642, tous lord lieutenant ont également été Custos Rotulorum of Suffolk.

## Lord-lieutenants du Suffolk
- Sir Anthony Wingfield (en) 1551–1552 conjointement avec
- ? 1551–?
- Thomas Radclyffe (3e comte de Sussex) 1557–1583
- Henry Carey (1er baron Hunsdon) 3 juillet 1585 – 23 juillet 1596
- vacant
- Thomas Howard, 1er comte de Suffolk 3 juillet 1605– 28 mai 1626
- Theophilus Howard (2e comte de Suffolk) 15 juin 1626 – 3 juin 1640
- James Howard (3e comte de Suffolk) 16 juin 1640 – 1642 jointly with
- Sir Thomas Jermyn 16 juin 1640 – 1642
- Interregnum
- James Howard (3e comte de Suffolk) 25 juillet 1660 – 12 mars 1681
- Henry Bennet (1er comte d'Arlington) 12 mars 1681 – 6 mai 1685
- Henry FitzRoy (1er duc de Grafton) 6 mai 1685 – 28 mars 1689
- Charles Cornwallis (3e baron Cornwallis) 28 mars 1689 – 29 avril 1698
- Charles Cornwallis (4e baron Cornwallis) 14 juin 1698 – 16 juin 1703
- Lionel Tollemache (3e comte de Dysart) 16 juin 1703 – 25 avril 1705
- Charles FitzRoy (2e duc de Grafton) 25 avril 1705 – 6 mai 1757
- Augustus FitzRoy (3e duc de Grafton) 4 décembre 1757 – 10 février 1763
- Charles Maynard (1er vicomte Maynard) 10 février 1763 – 1er juin 1769
- Augustus FitzRoy (3e duc de Grafton) 1er juin 1769 – 3 juillet 1790
- George FitzRoy (4e duc de Grafton) 3 juillet 1790 – 19 janvier 1844
- John Rous (2e comte de Stradbroke) 19 janvier 1844 – 27 janvier 1886
- Frederick Hervey (3e marquis de Bristol) 17 février 1886 – 7 août 1907
- William Brampton Gurdon 21 octobre 1907 – 1910
- Courtenay Warner 8 juillet 1910 – 15 décembre 1934
- George Rous (3e comte de Stradbroke) 4 février 1935 – 20 décembre 1947
- John Rous (4e comte de Stradbroke) 2 avril 1948 – 24 avril 1978
- Sir Joshua Rowley (7e baronnet) 24 avril 1978 – 11 février 1994[1]
- John Ganzoni (2e baron Belstead) 11 février 1994 – 30 juin 2003[2]
- Timothy Tollemache (5e baron Tollemache) 30 juin 2003 – 13 décembre 2014[3]
- Clare FitzRoy (Comtesse de Euston) 13 décembre 2014 - Présent[4]